# Do dziewki (III, 82)
Do dziewki – rubaszna fraszka Jana Kochanowskiego wydana w 1584 r. nakładem Drukarni Łazarzowej w zbiorze Fraszki jako utwór 82. Ksiąg trzecich. Zbudowana jest z trzech strof czterowersowych.
Fraszka stanowi połączenie cech erotyku o antycznym rodowodzie, utworu późnopetrarkistycznego oraz pieśni bachicznej. Podmiot liryczny kieruje zalotne słowa wobec młodej dziewczyny, sam będąc w podeszłym wieku (Z twoją rumianą twarzą moja broda siwa / Zgodzi się znamienicie, w. 2–3). Strofę pierwszą charakteryzuje wyszukany styl, w drugiej autor obniża nieco tonację, aby w strofie trzeciej zakończyć na niedwuznacznych aluzjach. Następuje więc przejście z kunsztownych form pierwszej zwrotki do frywolnego nastroju w ostatniej części, w której autor m.in. przytacza popularne przysłowie  – (...) im kot starszy, / Tym, pospolicie mówią, ogon jego twarszy. (w. 9–10). Z kolei ostatni wers drugiej zwrotki, także będący rubaszną aluzją (Czosnek ma głowę białą, a ogon zielony), upowszechnił się w języku polskim jako przysłowie – w 1618 r. zanotował je Salomon Rysiński w swoim zbiorze Proverbiorum polonicorum (...) collectorum centuriae decem et octo (Przypowieści polskie).
Dwie pierwsze zwrotki rozpoczynają się refrenem inicjalnym (Nie uciekaj przede mną, dziewko urodziwa), natomiast w trzeciej refren jest skrócony do słów Nie uciekaj ma rada! Taka konstrukcja sugeruje meliczny charakter wiersza. Według Janusza Pelca fraszka może być parafrazą anakreońskiej piosenki. Badacz wskazuje także na fakt, że refreny inicjalne pojawiały się nie tylko w poezji greckiej, ale także w rzymskiej oraz w sielance renesansowej. Tego typu zabieg stylistyczny stosował także sam Kochanowski, np. w Epitaphium Doralices.